# Lars Hjortsberg

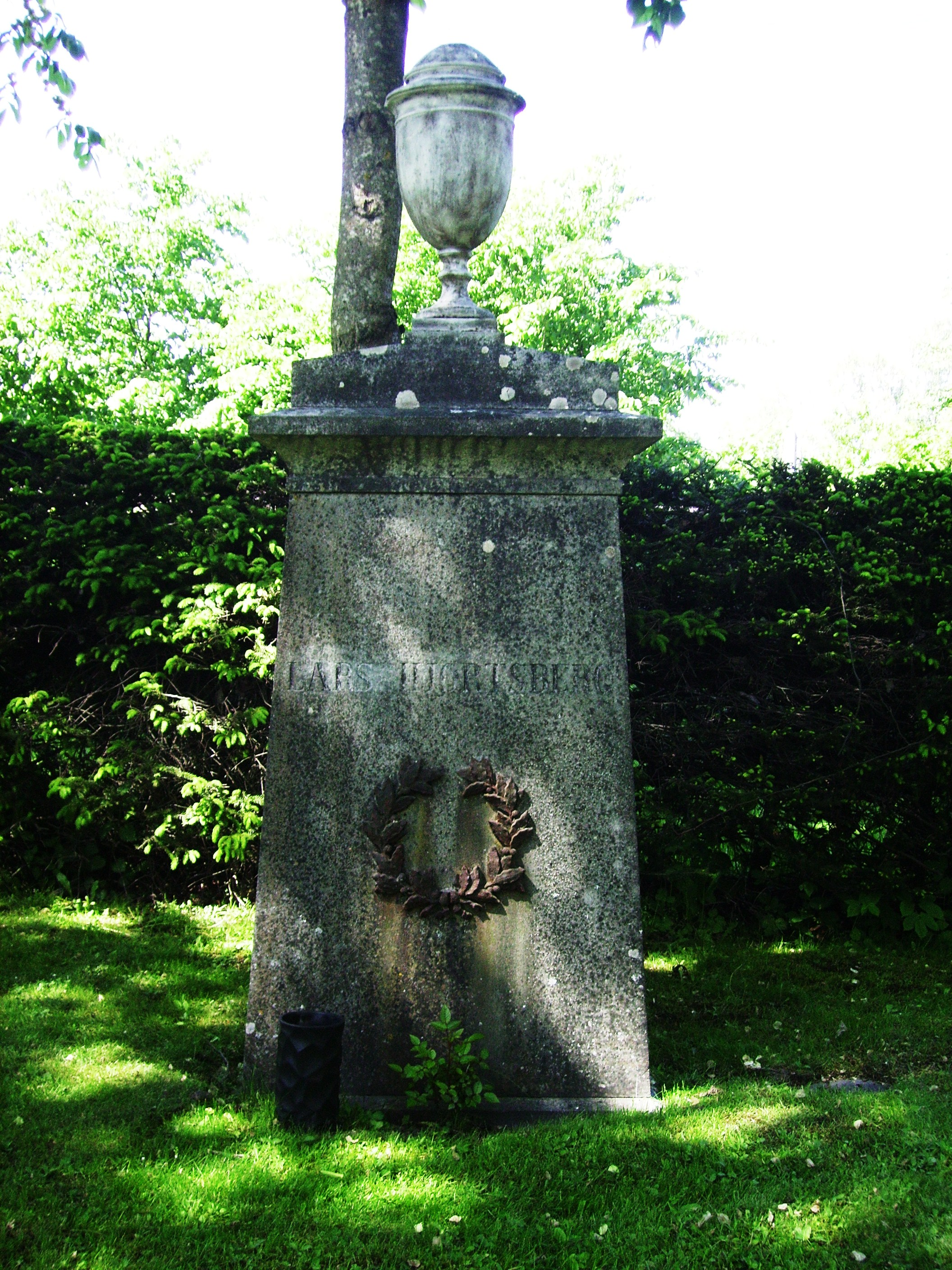
Lars Hjortsbergs gravvård på Västra kyrkogården i Nyköping.

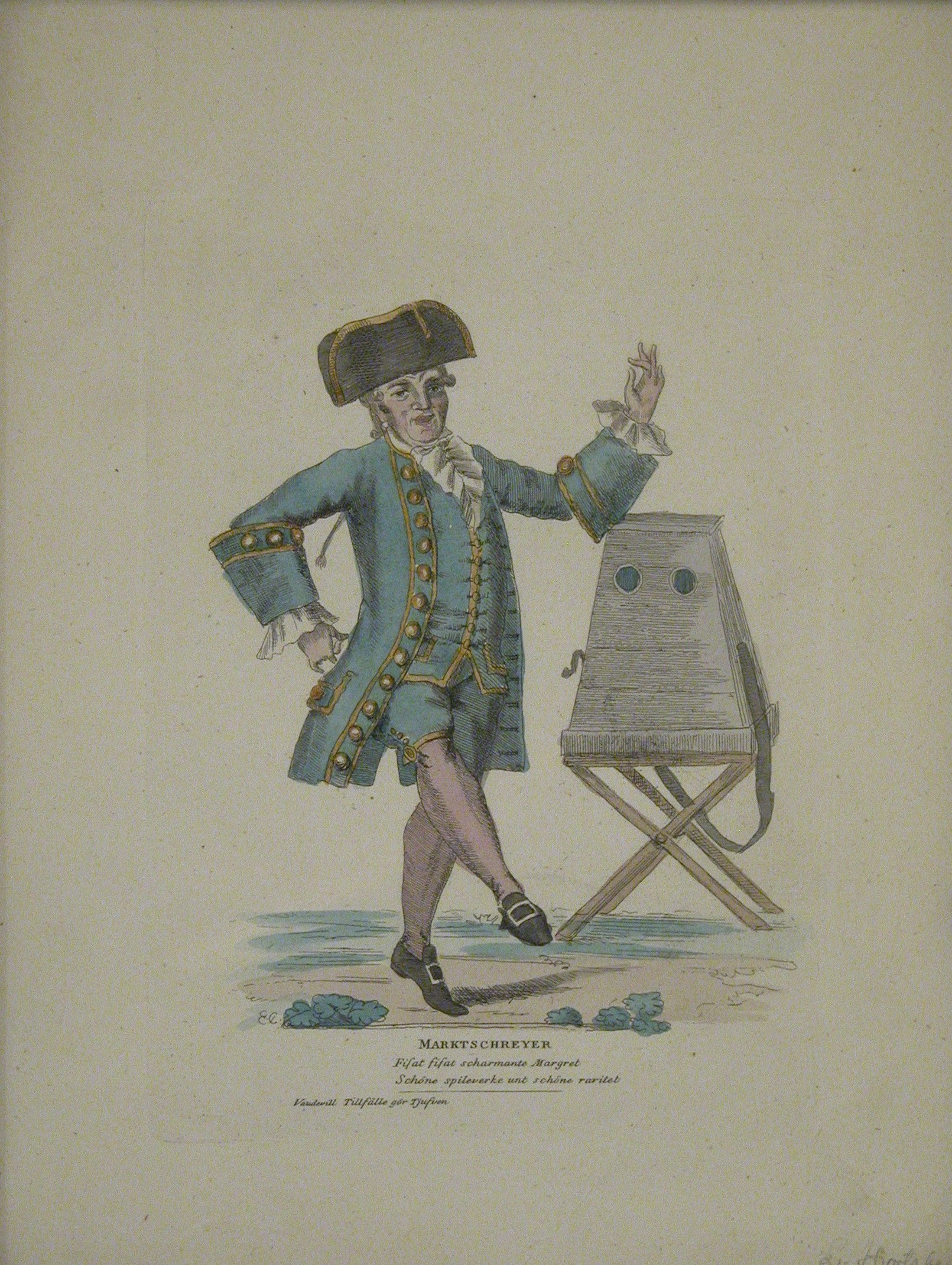
Lars Hjortsberg i Tillfället gör tjuven.

Lars Hjortsberg, född 23 november 1772 i Jakobs församling i Stockholm, död 8 juli 1843 i Nyköping, var en svensk skådespelare. Lars Hjortsberg och Emilie Högqvist är de mest kända skådespelarnamnen från 1800-talets första decennier.

## Biografi
Lars Hjortsbergs farfar Jonas Laurentii Hjortsberg var präst och riksdagsman, fadern Lars var stenhuggare vid kungliga slottet, modern Maria Lovisa Schützer operasångerska. Av deras sex barn blev två söner och två döttrar anställda vid teatern eller Operan. Två av dem skulle nå större berömmelse: dottern Hedvig Katarina Hjortsberg som dansös och Lars som skådespelare.

### Tidig karriär
Lars Hjortsberg engagerades redan som sexåring på Operan år 1778, då han spelade ängel med några repliker i Athalie vid firandet av kronprinsens födelse, och anlitades av Gustav III som garçon bleu vid hovet, vilket innebar att han arbetade som lektör och bibliotekarie.
Han tillhörde Operan från 1780, spelade en stum roll som Coras bror i Cora och Alonzo vid invigningen av det nya Operahuset 1782. Han var 1783–85 inackorderad som elev hos Caroline Müller och hennes man. Han var från 1785 elev i den Franska teatern i Stora Bollhuset, där han undervisades av Monvel, och från 1787 i Dramatens elevskolas studenttrupp.
Den 19 augusti 1787 deltog Hjortsberg i invigningen av en ny kortare väg mellan Stockholm och Drottningholms slott. Vägen – den s.k. ”Gustav III:s väg” gick över Kungsholmen, genom Stadshagen-Kristineberg och över sjön (nuv. Tranebergsbron) och förbi Traneberg genom Ulvsunda och Åkeshovs ägor och vidare till Nockeby över en lång bro (Nockebybron) till Kärsölandet och så över en tredje bro till Lovön och Drottningholm. Kungen själv invigde alla tre broarna på samma dag (19/8–1787). Carl Michael Bellman hade dagen till ära skrivit ett ”divertissement”, som han kallade ”Kersö värdshus” i vilket moren Alis roll spelades av den då 15-årige Hjortsberg.

### Karriär vid Dramaten
Han var sedan medlem i Kungliga Dramatiska Teatern mellan 1788 och 1834. Han utmärkte sig främst i komiska roller, och gjorde stor succé bland annat som Polycarpus i Carl Envallssons Kronfogdarne. 
1789 blev Hjortsberg bibliotekarie på Haga och lektör hos Gustav III, och följde i denna egenskap kungen till Finland 1790, där han fick Svensksundsmedaljen, och Aachen och Spa 1791, och läste för kungen vid dennes dödsbädd 1792. 1811 blev han hovsekreterare och 1836 hovintendent.
1798–1810 var han ordningsman vid Dramatiska teatern och 1810–12 och 1816–27 dess styrelseman.
När Arsenalsteatern brann den 24 november 1825 ledde Hjortsberg från scenen utrymningen av salongen, och "gjorde det så lugnande, att alla kommo oskadda undan, ehuru blott en enda och smal utgång fanns från teatern". 

### Privatliv
Lars Hjortsbergs hustru Sofia Katarina di Dosmo var dansös i den gustavianska baletten. Hans son Carl Edvard Hjortsberg (1804–1857), också skådespelare, debuterade 1826 och var från 1830 anställd vid Kungliga teatern, där han hade framgång som komiker. Han var gift med Fanny Westerdahl.
Lars Hjortsberg ligger begravd på Västra kyrkogården i Nyköping. Till 100-årsminnet av hans födelse arrangerades en fest, då han hyllades som Sveriges störste skådespelare.
Hjortsberg var stormästare i Par Bricole 1822–1830.
I Statens porträttsamling på Gripsholms slott återfinns bröstbild på Lars Hjortsberg utförd 1823 av Johan Gustaf Sandberg.
Lars Hjortsberg är huvudpersonen i Agneta Pleijels roman Kungens komediant (2007).